# Lista över biståndsländer
Biståndsorganisationer verkar över hela världen på egna initiativ eller på uppdrag av exempelvis Sida. Detta är en alfabetisk lista över länder där de är verksamma med namnen på biståndsorganisationerna.

## A
- Afghanistan
  - Läkare utan gränser
  - Pingstmissionens Utvecklingssamarbete
  - Svenska Afghanistankommittén

- Albanien
  - Svenska Baptistsamfundet
  - Kvinna till Kvinna
  - Läkare utan gränser
  - Pingstmissionens Utvecklingssamarbete

- Algeriet
  - Socialdemokrater för tro och solidaritet
  - Läkare utan gränser
  - Olof Palmes internationella center

- Angola
  - Afrikagrupperna
  - Emmaus
  - Lutherhjälpen
  - Läkare utan gränser

- Argentina
  - Framtidsjorden
  - Lutherhjälpen
  - Pingstmissionens Utvecklingssamarbete

- Armenien
  - Caritas
  - Kvinna till Kvinna
  - Lutherhjälpen
  - Läkare utan gränser
  - Pingstmissionens Utvecklingssamarbete

- Azerbajdzjan
  - Jarl Hjalmarsonstiftelsen
  - Kvinna till Kvinna
  - Läkare utan gränser
  - Pingstmissionens Utvecklingssamarbete

## B
- Bangladesh
  - Diakonia
  - KFUK-KFUM
  - Lutherhjälpen
  - Läkare utan gränser
  - Pingstmissionens Utvecklingssamarbete
  - Svalorna

- Belgien
  - Läkare utan gränser

- Belize
  - KFUK-KFUM

- Benin
  - Läkare utan gränser
  - Pingstmissionens Utvecklingssamarbete

- Bhutan
  - Pingstmissionens Utvecklingssamarbete

- Bolivia
  - Barnens RäddningsArk
  - Diakonia
  - Framtidsjorden
  - Lutherhjälpen
  - Läkare utan gränser
  - Pingstmissionens Utvecklingssamarbete
  - Svalorna
  - Latinamerikagrupperna

- Bosnien och Hercegovina
  - Caritas
  - Jarl Hjalmarsonstiftelsen
  - Kvinna till Kvinna
  - Läkare utan gränser
  - Olof Palmes internationella center
  - Pingstmissionens Utvecklingssamarbete
  - MyRight

- Brasilien
  - Svenska Baptistsamfundet
  - Framtidsjorden
  - Lutherhjälpen
  - Läkare utan gränser
  - Pingstmissionens Utvecklingssamarbete
  - MyRight
  - Latinamerikagrupperna

- Bulgarien
  - Läkare utan gränser
  - Pingstmissionens Utvecklingssamarbete
  - MyRight

- Burkina Faso
  - Diakonia
  - Läkare utan gränser
  - Pingstmissionens Utvecklingssamarbete

- Burundi
  - Läkare utan gränser
  - Pingstmissionens Utvecklingssamarbete

## C
- Centralafrikanska republiken
  - Läkare utan gränser

- Chile
  - Framtidsjorden
  - KFUK-KFUM
  - Lutherhjälpen
  - Svenska handikapporganisationers internationella utvecklingssamarbete
  - UBV

- Colombia
  - Caritas
  - Diakonia
  - Lutherhjälpen
  - Läkare utan gränser
  - Pingstmissionens utvecklingssamarbete
  - Svenska handikapporganisationers internationella utvecklingssamarbete

- Costa Rica
  - Diakonia
  - Kooperation Utan Gränser
  - Lutherhjälpen
  - Läkare utan gränser
  - Svenska Missionskyrkan

## E
- Ecuador
  - Diakonia
  - Framtidsjorden
  - Lutherhjälpen
  - Läkare utan gränser
  - Svenska Missionskyrkan
  - UBV

- Egypten
  - Diakonia
  - Lutherhjälpen
  - Läkare utan gränser
  - Pingstmissionens utvecklingssamarbete

- Ekvatorialguinea
  - Läkare utan gränser

- Elfenbenskusten
  - Läkare utan gränser
  - Pingstmissionens utvecklingssamarbete

- El Salvador
  - Svenska Baptistsamfundet
  - Caritas
  - Diakonia
  - Individuell Människohjälp
  - Jarl Hjalmarson Stiftelsen
  - Kooperation Utan Gränser
  - Lutherhjälpen
  - Olof Palmes Internationella Centrum
  - Pingstmissionens utvecklingssamarbete
  - UBV

- Eritrea
  - Emmaus
  - Lutherhjälpen

- Estland
  - KFUK-KFUM
  - Pingstmissionens utvecklingssamarbete
  - Svenska Missionskyrkan
  - Svenska handikapporganisationers internationella utvecklingssamarbete

- Etiopien
  - Caritas
  - Lutherhjälpen
  - Läkare utan gränser
  - Pingstmissionens utvecklingssamarbete
  - Svenska handikapporganisationers internationella utvecklingssamarbete

## F
- Filippinerna
  - Caritas
  - Diakonia
  - Läkare utan gränser
  - Olof Palmes Internationella Centrum
  - Pingstmissionens utvecklingssamarbete

- Frankrike
  - Läkare utan gränser

## G
- Gambia
  - Caritas
  - KFUK-KFUM
  - Svenska handikapporganisationers internationella utvecklingssamarbete

- Georgien
  - Jarl Hjalmarson Stiftelsen
  - Kvinna till Kvinna
  - Lutherhjälpen
  - Läkare utan gränser
  - Pingstmissionens utvecklingssamarbete

- Ghana
  - Caritas
  - Diakonia
  - Svenska handikapporganisationers internationella utvecklingssamarbete

- Grekland
  - Läkare utan gränser

- Guatemala
  - Caritas
  - Diakonia
  - Individuell Människohjälp
  - Jarl Hjalmarson Stiftelsen
  - Kooperation Utan Gränser
  - Lutherhjälpen
  - Läkare utan gränser
  - Olof Palmes Internationella Centrum
  - Pingstmissionens utvecklingssamarbete

- Guinea
  - Läkare utan gränser
  - Pingstmissionens utvecklingssamarbete

- Guinea-Bissau
  - Läkare utan gränser

## H
- Haiti
  - Lutherhjälpen
  - Läkare utan gränser

- Honduras
  - Diakonia
  - Kooperation Utan Gränser
  - Läkare utan gränser
  - Pingstmissionens utvecklingssamarbete

## I
- Indien
  - Svenska Baptistsamfundet
  - Caritas
  - Diakonia
  - Framtidsjorden
  - Individuell Människohjälp
  - Lutherhjälpen
  - Pingstmissionens utvecklingssamarbete
  - Svenska Missionskyrkan
  - Svalorna
  - Svenska handikapporganisationers internationella utvecklingssamarbete

- Indonesien
  - Caritas
  - Lutherhjälpen
  - Läkare utan gränser

- Irak
  - Caritas
  - Diakonia
  - Individuell Människohjälp
  - Lutherhjälpen

- Iran
  - Läkare utan gränser
  - Pingstmissionens utvecklingssamarbete

- Israel
  - Caritas
  - Kvinna till Kvinna
  - Lutherhjälpen
  - Pingstmissionens utvecklingssamarbete

- Italien
  - Läkare utan gränser

## J
- Japan
  - Svenska Baptistsamfundet
  - Svenska Missionskyrkan

- Jemen
  - Läkare utan gränser
  - Pingstmissionens utvecklingssamarbete

- Jordanien
  - Diakonia
  - Individuell Människohjälp
  - Kvinna till Kvinna
  - Lutherhjälpen
  - Pingstmissionens utvecklingssamarbete

## K
- Kambodja
  - Diakonia
  - Forum Syd
  - Lutherhjälpen
  - Läkare utan gränser

- Kamerun
  - Lutherhjälpen

- Kazakstan
  - Läkare utan gränser

- Kenya
  - Caritas
  - Diakonia
  - Kooperation Utan Gränser
  - Läkare utan gränser
  - Pingstmissionens utvecklingssamarbete
  - Svenska handikapporganisationers internationella utvecklingssamarbete

- Kina
  - Individuell Människohjälp
  - Lutherhjälpen
  - Läkare utan gränser
  - Palmecentret
  - Pingstmissionens utvecklingssamarbete
  - Svenska Missionskyrkan

- Kirgizistan
  - Läkare utan gränser

- Kongo-Kinshasa
  - Svenska Baptistsamfundet
  - Diakonia
  - Lutherhjälpen
  - Läkare utan gränser
  - Svenska Missionskyrkan
  - Pingstmissionens utvecklingssamarbete

- Kongo-Brazzaville
  - Broderskapsfonden
  - Diakonia
  - Läkare utan gränser
  - Svenska Missionskyrkan

- Kroatien
  - Caritas
  - Jarl Hjalmarson Stiftelsen
  - Läkare utan gränser

- Kuba
  - Caritas
  - Läkare utan gränser
  - Pingstmissionens utvecklingssamarbete

## L
- Laos
  - Diakonia
  - Läkare utan gränser
  - Svenska handikapporganisationers internationella utvecklingssamarbete

- Lettland
  - Broderskapsfonden
  - Individuell Människohjälp
  - KFUK-KFUM
  - Lutherhjälpen
  - Svenska handikapporganisationers internationella utvecklingssamarbete

- Libanon
  - Caritas
  - Diakonia
  - Individuell Människohjälp
  - Lutherhjälpen
  - Läkare utan gränser
  - Palestinagrupperna

- Liberia
  - Caritas
  - KFUK-KFUM
  - Liberia Dujar Association
  - Lutherhjälpen
  - Läkare utan gränser
  - Pingstmissionens utvecklingssamarbete

- Litauen
  - Broderskapsfonden
  - Individuell Människohjälp
  - KFUK-KFUM
  - Svenska Missionskyrkan
  - Svenska handikapporganisationers internationella utvecklingssamarbete

- Luxemburg
  - Läkare utan gränser

## M
- Madagaskar
  - Lutherhjälpen
  - Läkare utan gränser

- Malawi
  - Läkare utan gränser

- Mali
  - Diakonia
  - Läkare utan gränser
  - Pingstmissionens Utvecklingssamarbete

- Marocko
  - Emmaus

- Mauretanien
  - Diakonia
  - Lutherhjälpen
  - Läkare utan gränser
  - Pingstmissionens Utvecklingssamarbete

- Mexiko
  - Caritas
  - Läkare utan gränser

- Moçambique
  - Afrikagrupperna
  - Diakonia
  - Emmaus
  - Lutherhjälpen
  - Läkare utan gränser
  - Olof Palmes internationella center
  - Pingstmissionens Utvecklingssamarbete

- Montenegro
  - Kvinna till Kvinna
  - Läkare utan gränser

- Myanmar
  - Diakonia
  - KFUK-KFUM
  - Läkare utan gränser
  - Olof Palmes internationella center

## N
- Namibia
  - Afrikagrupperna
  - Diakonia
  - Lutherhjälpen
  - Palmecentret

- Nepal
  - Individuell Människohjälp
  - Lutherhjälpen
  - Pingstmissionens utvecklingssamarbete
  - Svenska handikapporganisationers internationella utvecklingssamarbete

- Nicaragua
  - Diakonia
  - Emmaus
  - Forum Syd
  - Kooperation Utan Gränser
  - Läkare utan gränser
  - Svenska Missionskyrkan
  - Pingstmissionens utvecklingssamarbete
  - Svalorna
  - Svenska handikapporganisationers internationella utvecklingssamarbete
  - UBV

- Niger
  - Läkare utan gränser

- Nigeria
  - Läkare utan gränser

- Nordkorea
  - Lutherhjälpen
  - Pingstmissionens utvecklingssamarbete

- Nordmakedonien
  - Kvinna till Kvinna
  - Läkare utan gränser
  - Pingstmissionens utvecklingssamarbete

## P
- Pakistan
  - Svenska Missionskyrkan
  - Pingstmissionens utvecklingssamarbete

- Palestinska myndigheten
  - Broderskapsfonden
  - Caritas
  - Diakonia
  - Individuell Människohjälp
  - KFUK-KFUM
  - Kooperation Utan Gränser
  - Kvinna till Kvinna
  - Lutherhjälpen
  - Läkare utan gränser
  - Pingstmissionens utvecklingssamarbete
  - Palestinagrupperna
  - Palmecentret
  - Svenska Missionskyrkan

- Panama
  - Läkare utan gränser
  - Pingstmissionens utvecklingssamarbete

- Papua Nya Guinea
  - Lutherhjälpen

- Paraguay
  - Caritas
  - Diakonia
  - Kooperation Utan Gränser
  - Lutherhjälpen
  - Läkare utan gränser
  - Pingstmissionens utvecklingssamarbete

- Peru
  - Caritas
  - Diakonia
  - Framtidsjorden
  - Lutherhjälpen
  - Läkare utan gränser
  - Pingstmissionens utvecklingssamarbete
  - Svalorna
  - Svenska handikapporganisationers internationella utvecklingssamarbete

- Polen
  - Individuell Människohjälp
  - Svenska Missionskyrkan
  - Svenska handikapporganisationers internationella utvecklingssamarbete

## R
- Rumänien
  - Individuell Människohjälp
  - Lutherhjälpen
  - Läkare utan gränser
  - Pingstmissionens utvecklingssamarbete
  - Svenska handikapporganisationers internationella utvecklingssamarbete

- Ryssland
  - Barnens RäddningsArk
  - Individuell Människohjälp
  - Jarl Hjalmarson Stiftelsen
  - KFUK-KFUM
  - Lutherhjälpen
  - Läkare utan gränser
  - Palmecentret
  - Pingstmissionens utvecklingssamarbete
  - Svenska Missionskyrkan
  - Svenska handikapporganisationers internationella utvecklingssamarbete

- Rwanda
  - Individuell Människohjälp
  - Lutherhjälpen
  - Läkare utan gränser
  - Pingstmissionens utvecklingssamarbete
  - Svenska handikapporganisationers internationella utvecklingssamarbete

## S
- São Tomé och Príncipe
  - Pingstmissionens utvecklingssamarbete

- Senegal
  - Diakonia
  - Läkare utan gränser

- Serbien
  - Jarl Hjalmarsonstiftelsen
  - Kvinna till Kvinna

- Sierra Leone
  - Läkare utan gränser
  - Pingstmissionens utvecklingssamarbete

- Somalia
  - Diakonia
  - Lutherhjälpen
  - Läkare utan gränser

- Spanien
  - Läkare utan gränser

- Sri Lanka
  - Broderskapsfonden
  - Caritas
  - Diakonia
  - Framtidsjorden
  - KFUK-KFUM
  - Kooperation Utan Gränser
  - Läkare utan gränser
  - Pingstmissionens utvecklingssamarbete
  - Svenska handikapporganisationers internationella utvecklingssamarbete

- Sudan
  - Lutherhjälpen
  - Läkare utan gränser
  - Pingstmissionens utvecklingssamarbete

- Swaziland
  - Lutherhjälpen

- Sydafrika
  - Broderskapsfonden
  - Afrikagrupperna
  - Caritas
  - Diakonia
  - KFUK-KFUM
  - Kooperation Utan Gränser
  - Lutherhjälpen
  - Palmecentret
  - Pingstmissionens utvecklingssamarbete
  - Svenska handikapporganisationers internationella utvecklingssamarbete

- Syrien
  - Caritas

## T
- Tadzjikistan
  - Läkare utan gränser

- Tanzania
  - Caritas
  - Forum Syd
  - Lutherhjälpen
  - Läkare utan gränser
  - Pingstmissionens utvecklingssamarbete
  - Svenska handikapporganisationers internationella utvecklingssamarbete

- Tchad
  - Läkare utan gränser
  - Pingstmissionens utvecklingssamarbete

- Thailand
  - Svenska Baptistsamfundet
  - Caritas
  - Diakonia
  - KFUK-KFUM
  - Läkare utan gränser
  - Pingstmissionens utvecklingssamarbete

- Tjeckien
  - Svenska Missionskyrkan

- Togo
  - Diakonia
  - Pingstmissionens utvecklingssamarbete

- Tunisien
  - Svenska Baptistsamfundet

- Turkiet
  - Jarl Hjalmarson Stiftelsen
  - Lutherhjälpen

## U
- Uganda
  - Caritas
  - Diakonia
  - Kooperation Utan Gränser
  - Lutherhjälpen
  - Läkare utan gränser
  - Pingstmissionens utvecklingssamarbete

- Ukraina
  - Barnens hopp
  - Jarl Hjalmarson Stiftelsen
  - Svenska Missionskyrkan
  - Palmecentret
  - Pingstmissionens utvecklingssamarbete

- Ungern
  - Lutherhjälpen

- Uruguay
  - Framtidsjorden
  - Kooperation Utan Gränser
  - Svenska handikapporganisationers internationella utvecklingssamarbete

- Uzbekistan
  - Läkare utan gränser
  - Pingstmissionens utvecklingssamarbete

## V
- Vietnam
  - Diakonia
  - Kooperation Utan Gränser
  - Läkare utan gränser
  - Svenska handikapporganisationers internationella utvecklingssamarbete

- Vitryssland
  - Forum Syd
  - Jarl Hjalmarson Stiftelsen
  - Lutherhjälpen
  - Palmecentret
  - Pingstmissionens utvecklingssamarbete

## Z
- Zambia
  - KFUK-KFUM
  - Kooperation Utan Gränser

- Zimbabwe
  - Afrikagrupperna
  - Diakonia
  - Forum Syd
  - Individuell Människohjälp
  - KFUK-KFUM
  - Kooperation Utan Gränser
  - Lutherhjälpen
  - Palmecentret
  - Pingstmissionens utvecklingssamarbete
  - Svenska handikapporganisationers internationella utvecklingssamarbete